# Into the Grave
Into the Grave (česky Do hrobu) je první studiové album švédské death metalové skupiny Grave z ostrova Gotland. Vydáno bylo v roce 1991 hudebním vydavatelstvím Century Media Records. Bylo nahráno ve studiu Sunlight Studio ve Stockholmu ve spolupráci s producentem Tomasem Skogsbergem.
Album bylo vydáno opět v roce 2001 jako reissue s odlišným obalem a bonusovými skladbami (kompletní EP Tremendous Pain a skladby z demosnímků).

## Seznam skladeb
1. "Deformed" – 4:07
2. "In Love" – 3:36
3. "For Your God" – 3:46
4. "Obscure Infinity" – 3:08
5. "Hating Life" – 3:02
6. "Into the Grave" – 4:09
7. "Extremely Rotten Flesh" – 4:36
8. "Haunted" – 3:39
9. "Day of Mourning" – 3:35
10. "Inhuman" – 3:52
11. "Banished to Live" – 3:51

Bonusové skladby (reissue Century Media Records 2001)
1. "Tremendous Pain" – 3:29
2. "Putrefaction Remains" – 2:53
3. "Haunted" – 3:29
4. "Day of Mourning" – 3:34
5. "Eroded" – 3:16
6. "Inhuman" – 3:39
7. "Obscure Infinity" – 3:12
8. "Soulless" (videoklip - pouze na evropské verzi CD)

## Sestava
- Ola Lindgren – vokály, kytara
- Jörgen Sandström – vokály, kytara
- Jens Paulsson – bicí
- Jonas Torndal – baskytara